# Darlington Point
Darlington Point – miasto w Australii, w stanie Nowa Południowa Walia.